# Мусасир
Мусасир (урарт. URUar-di-ni, аккад. KURMu-ṣa-ṣir — «нора змеи»), Муцацир  — древний город-государство, расположенный в верховьях реки Большой Заб, к юго-востоку от озера Ван. Мусасир вероятно являлся местом первоначального расселения урартских племён, которые в конце II — начале I тысячелетия до н. э. мигрировали на север и основали на Армянском нагорье государство Урарту. Мусасир являлся важным религиозным центром Урарту, центром поклонения верховному урартскому богу Халди. Точное местоположение Мусасира долго не было установлено, однако в настоящее время существует консенсус учёных о том, что Мусасир располагался у иранского села Mudjesir в 18 км к северу от Равандуза.

## Местоположение Мусасира

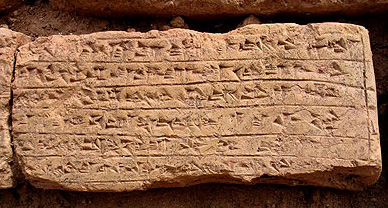
Кирпич, обнаруженный в развалинах Рабат Тепе

Мусасир, по-видимому, во II тысячелетии до н. э. обладал самостоятельностью и имел значительное культовое значение для соседних Ассирии и Урарту. В Мусасире располагался главный храм бога Халди, который почитался в Урарту и в северной Ассирии. Мусасир находился в труднодоступном горном районе близ озера Урмия. Известный ассириолог Француа Тюро-Данжен полагал, что Мусасир был расположен на западных склонах Курдских гор, этому же мнению следовал и Пиотровский.
Археологические раскопки, проходившие в Иране в 1980—1990-х годах, позволили локализовать точное местоположение Мусасира. Во время археологических раскопок 2005—2006 годов  в Иране (холм Рабат Тепе) в фундаменте построек были обнаружены кирпичи с ассирийской клинописью. Находка иранских археологов подтвердила предположение учёных о том, что развалины на холме Рабат Тепе — это и есть остатки города Мусасир.
В настоящее время отвергается гипотеза размещения Мусасира в окрестностях Равандуза, простым и неопровержимым аргументом, а именно: Саргон II ясно указывает в своих надписях, что Мусасир был завоеван после захвата горных и труднодоступных стран, в ходе длительного похода, а Равандуз находится на проходимой дороге, почти по соседству с Ниневией. Кроме того, в надписях Саргона II упоминаются территории, местонахождение которых практически не вызывает сомнений, такие как: «Земля моря Араид» — бассейн «Кровавое озеро» исторической Кордовац страны, «Уршa город замок» - «Уорсиранк город замок» исторический Kордук, «город Кадулания» - «город Кангуар» исторического Васпуракана, «Земля Уайавс» - «Земля Уериарк» исторического Туруберана, «Кирзани» - «Гзехх/Хизан провинция» исторического Ахдзника, «Хубушкия» - «город Аргн» исторического Ахдзника, «гора Аллурия» - «гора Арнос» исторического Мокса и т.д. Иными словами, судя по содержанию надписи Саргона II, Мусасир, скорее всего, располагался в исторической стране «Мокса» Армянского нагорья. /См. (Լեո «Երկերի ժողովածու» - 1967թ., հատոր 1-ին, էջ 231-232/ Лео "Собрание статей" - 1967 г., том 1, стр. 231-232/)/

## Включение Мусасира в Урарту
В конце VIII века до н. э. урартский царь Ишпуини воспользовался кризисом в соседней Ассирии, предпринял успешный военный поход в Мусасир, который являлся буферной территорией между Ассирией и Урарту и включил Мусасир в состав Урарту.
Подчинение Мусасира позволило Ишпуини провести в Урарту религиозную реформу, способствующую централизации власти. Бог Халди, центр почитания которого находился в Мусасире, стал главным богом Урарту, бог солнца Шивини и бог бури/войны Тейшеба расположились на второй ступени урартского пантеона. Для государства древнего мира, которым являлось Урарту, религиозная реформа Ишпуини, по-видимому, имела очень большое значение. Жители Урарту и земледельцы, и солдаты верили, что их успехи связаны с силой их верховного бога. В глазах урартов Халди, которого почитали и в самой Ассирии (особенно в её северных частях), мог противостоять даже самому Ашшуру — божеству главного соперника Урарту, Ассирии.

## Разрушение Мусасира Саргоном II
В течение столетия до конца VII века до н. э. Мусасир находился под контролем Урарту. Урартские цари вершили свои подвиги «силой бога Халди». Однако в 714 году до н. э. воинственный и решительный царь Ассирии Саргон II предпринял тщательно выверенный и подготовленный поход против Урарту. Налаженная разведывательная система военных донесений помогла Саргону II одержать серию внезапных и успешных атак на урартскую армию, а также совершенно неожиданно для правителя Урарту этого времени, Русы I, появиться со своей армией в окрестностях Мусасира, предприняв трудный переход через горы. Из летописи Саргона II:

С одной только колесницей ног моих и 1000 моих всадников горячих, лучников, людей, вооружённых щитом и копьем, моих яростных воинов, сведущих в сражении, я привёл в порядок и затем дорогу на Мусасир, путь трудный, я взял на Арсиу, гору могучую, склоны которой подобны острию и не имеют подъёма, я заставил подняться мои войска. Реку Верхний Заб, которую жители Наири и Килху называют Еламуниа, я перешёл между Шейак, Ардикши, Илайау, Аллуриу, горами высокими, гребнями возвышенными, остриями трудных гор, которые исключают всякое описание. Между ними нет пути для продвижения пехоты, внутри их образуются могучие водопады, шум падения которых… гремит, как гром; они покрыты всевозможными деревьями и всеми желаемыми плодовыми деревьями и виноградными лозами, куда никакой царь ещё не проходил и властитель, бывший до меня, не видел их пути. Их большие стволы я срубил и затем крупные их острия медными кирками вытесал. Дорогу узкую, проход, тропинку, которую пехотинцы прошли бочком, для прохода моих войск между ними я устроил, колесницу ног моих я положил на затылки людей, а я верхом на лошади стал во главе моего войска.

Застав урартов врасплох, Саргон II ворвался со своей армией в Мусасир. Вероятно, что дополнительной неожиданностью для урартов явилось изменившееся отношение к религиозному центру бога Халди, который также почитался в некоторых областях Ассирии. Возможно, что ещё столетие назад, влияние культа бога Халди было достаточно сильным, что ассирийцы не стали бы разрушать город. Однако в 714 году до н. э. воинственный Саргон II, понимая какое значение Мусасир имеет для Урарту, не колебался. Из летописи Саргона II:

Жители взывали о помощи к своему богу Халди: больших быков, жирных баранов без счёта они перед ним приносят в жертву, бога Халди они венчают короной владычества, они дают ему держать скипетр царства Урарту…. Над этим городом клич моего войска я заставил греметь, как гром… Его люди, старики и старухи поднялись на крыши своих домов и горько плачут, ради спасения своих жизней они ползают передо мной на четвереньках. Так как Урзана, царь их, правитель, по слову Ашшура не смирился и затем сбросил ярмо моего владычества и пренебрёг служением мне, я задумал взять в плен людей этого города; увод бога Халди, опоры Урарту, я повелел. Перед большими его воротами победоносно я посадил Урзану, его жену, его сыновей, его дочерей, его людей, семя дома отца его я взял в плен. Я присчитал их к 6110 людям, 12 мулам, 380 ослам, 525 быкам, 1235 баранам, и затем ввел их в укрепление моего лагеря. В Мусасир, местопребывание Халди, победоносно я вошёл и во дворце, жилище Урзаны, я воссел как властитель.

При раскопках 1842—1843 годов в Дур-Шаррукине был обнаружен дворец Саргона II, его летопись, а также имущество, похищенное из Мусасира во время похода 714 года до н. э. Огромное количество железных изделий утвердило исследователей в мысли о том, что Мусасир являлся древним металлургическим центром. Кроме железных изделий из Мусасира, согласно летописи было похищено более тонны золота, пять тонн серебра, медь, лазурит, другие драгоценные камни.
|  |  | Ассирийские воины врываются в город Мусасир и храм бога Халди. Архитектурные формы построек в Мусасире вызвали дополнительный интерес исследователей своей близостью к классическим древнегреческим храмам. |  |
|  |  | |  |
|  |  | Ассирийские воины несут награбленные трофеи к месту их учёта. Внизу сцена казни четвертованием, возможно, правителя Мусасира, Урзаны.                                                                       |  |

## Архитектура Мусасира
Изображение храма бога Халди на барельефе Саргона II вызвало большой интерес исследователей. Архитектурные формы храма совершенно отличны от известных храмов Месопотамии (шумерских, ассирийских, вавилонских). Урартские храмы не сохранились, поэтому их формы точно не установлены, однако известно, что все найденные остатки колонн урартских храмов имеют круглую форму, а храм бога Халди в Мусасире сооружен с использованием квадратных или прямоугольных колонн. В то же время очевидны связи архитектурных форм мусасирского храма с архитектурными формами Малой Азии (особенно фригийскими и пафлагонскими), которые послужили прототипом классических древнегреческих храмов.